# Průša se vrací
Průša se vrací je studiové album české rockové skupiny Tři sestry natočené v roce 1997 po odchodu Sahuly, vydané roku 1998. V repertoáru skupiny dlouhodobě zůstala skladba Ave Bráník.

## Seznam skladeb
Seznam pětadvacetiskaldeb, které jsou obsaženy na albu:
1. „Průša se vrací (part one)“
2. „'63“
3. „Ave Bráník“
4. „Sajdkára“
5. „Táta satan“
6. „Kunratice“
7. „Rokenrol“
8. „Krabička“
9. „Divadlo a světla“
10. „Voláme peklo“
11. „Básník“
12. „Celej život před sebou“
13. „Průša se vrací (Part Two)“
14. „Do Sester!“
15. „Svědek“
16. „Pohádka“
17. „Právník“
18. „Záloha“
19. „Kytara“
20. „Honorář“ (bonus na reedici)
21. „Běž“
22. „Svatozář“
23. „Soubor kreténů“
24. „Kadidlo“ (bonus na reedici)
25. „Holka“ (bonus na reedici)

## Hudba a texty
Hudbu a texty:
- Tři sestry - (2-12, 14-17, 19-25)
- Ronald Seitl/Lou Fanánek Hagen - (1, 13)
- Tři sestry, František Sahula|Tři sestry - (18)

## Obsazení
- Lou Fanánek Hagen – zpěv, perkuse
- Tomáš Doležal (Ing. Magor) – baskytara
- Miroslav Cvancinger (Cvanc) - kytara
- Ronald Seitl - kytara
- Veronika Borovková (Supice) - harmonika
- Petr Lukeš (Bubenec, Franta Vrána) – bicí

a hosté:
- František Kacafírek - housle (5, 6, 16, 22)
- Tomáš Vartecký - akustická kytara (2, 9, 11, 18)
- Jiří Spurný - banjo (11,16,22)
- Jiří Škorpík - klarinety (1)
- Filip Spálený - tuba (1)
- Vladimír Papež - foukací harmonika (11)